# Majs, Baranya
Majs (în germană Maisch) este un sat în districtul Mohács, județul Baranya, Ungaria, având o populație de 1.007 locuitori (2011).

## Demografie
Componența etnică a satului Majs
     Maghiari (80,83%)
     Germani (13,37%)
     Croați (2,56%)
     Romi (1,87%)
     Sârbi (1,38%)
Componența confesională a satului Majs
     Romano-catolici (52,43%)
     Fără religie (8,94%)
     Reformați (3,87%)
     Necunoscută (34,16%)
     Alte religii (1,49%)
Conform recensământului din 2011, satul Majs avea 1.007 locuitori. Din punct de vedere etnic, majoritatea locuitorilor (80,83%) erau maghiari, existând și minorități de germani (13,37%), croați (2,56%), romi (1,87%) și sârbi (1,38%).  Din punct de vedere confesional, majoritatea locuitorilor (52,43%) erau romano-catolici, existând și minorități de persoane fără religie (8,94%) și reformați (3,87%). Pentru 34,16% din locuitori nu este cunoscută apartenența confesională.